# Celia Johnson
Dama  Celia Johnson DBE (Richmond upon Thames, Surrey, 18 de desembre de 1908 − Nettlebed, Oxfordshire, 26 d'abril de 1982), va ser una actriu de teatre i de cinema anglesa, coneguda sobretot per al seu paper a la pel·lícula Breu encontre, estrenada el 1945, en el qual tenia com a company Trevor Howard i per la qual va rebre una nominació als Oscars.

## Biografia
Celia Johnson va néixer a Richmond upon Thames (Londres). Va seguir en principi els cursos de la St. Paul's Girls School a Londres, i després cursos d'art dramàtic a la Royal Academy of Dramatic Art, abans de debutar en els escenaris en una peça de George Bernard Shaw, Major Barbara el 1928. Des de 1931, interpretava el paper d'Ophelie en una producció novaiorquesa de Hamlet. Els seus papers més famosos van ser, el 1936 el d'Elizabeth Bennet a l'obra de Helen Jerome, Pride and Prejudice, A Sentimental Comedie in Three Acts, després el de la segona Senyora de Winter a Rebecca, una adaptació per a l'escena de la novel·la del mateix nom de Daphne du Maurier.
Tot i que era més fàcil veure-la als escenaris que a les pantalles, va rodar diverses pel·lícules la més coneguda de les quals és Breu encontre. Altres films notables en què va participar, van ser Sang, suor i llàgrimes, 1942, The Captain's Paradise, 1953, This Happy Breed, 1944, I Believe in You (1952) i The Prime of Miss Jean Brodie, 1969. Generalment, interpreta una anglesa distingida i/o inhibida, però ha pogut mostrar nombrosos papers al teatre en un vast talent de comedianta. Va ser premiada amb el premi BAFTA a la millor actriu secundària per a la seva interpretació de Miss McKay a The Prime of Miss Jean Brodie.
El 1935, es va casar amb Peter Fleming, l'explorador i escriptor, i germà de Ian Fleming; van continuar estant casats fins a la defunció de Peter Fleming, sobrevinguda el 1971.
Va ser honorada amb l'Orde de l'Imperi Britànic (CBE) el 1958, i elevada al rang de Dama Comandant (DBE) el 1981.
Va morir al seu domicili de Nettlebed, Oxfordshire, de resultes d'un accident vascular cerebral, el 26 d'abril de 1982, a l'edat de 73 anys; han tingut tres fills. Una de les tres és l'actriu Lucy Fleming (nascuda el 1947), que va tenir un cert èxit en un fulletó de ciència-ficció produït per la BBC en els anys 1970 Survivors. Una altra, Kate Fleming ha consagrat una biografia a la seva mare i Polly va morir el 2004.

## Filmografia
Cinema
- 1941: A Letter from Home de Carol Reed: Una mare anglesa
- 1942: Sang, suor i llàgrimes (In Which We Serve) de Noël Coward i David Lean: Mrs. Kinross/ Alix
- 1943: Dear Octopus de Harold French: Cynthia
- 1944: This Happy Breed de David Lean: Ethel Gibbons
- 1945: Breu encontre (Brief Encounter) de David Lean: Laura Jesson
- 1949: The Astonished Heart d'Antony Darnborough i Terence Fisher: Barbara Faber
- 1952: I Believe in You de Basil Dearden i Michael Relph: Matty Matheson
- 1952: The Holly and the Ivy de George More O'Ferrall: Jenny Gregory
- 1953: The Captain's Paradise d'Anthony Kimmins: Maud St. James
- 1955: A Kid for Two Farthings de Carol Reed: Joanna
- 1957: The Good Companions de J. Lee Thompson: Miss Trant
- 1969: The Prime of Miss Jean Brodie de Ronald Neame: Miss Mackay

Televisió
- 1978: Les Misérables de Glenn Jordan
- 1980: The Hostage Tower
- 1980: Staying On
- 1981: The Potting Shed

## Premis i nominacions

### Premis
- 1970: BAFTA a la millor actriu secundària per The Prime of Miss Jean Brodie

### Nominacions
- 1947: Oscar a la millor actriu per Breu encontre
- 1953: BAFTA a la millor actriu britànica per I Believe in You
- 1954: BAFTA a la millor actriu britànica per The Captain's Paradise